# Analetia micacea
Analetia micacea är en fjärilsart som beskrevs av George Francis Hampson 1891. Analetia micacea ingår i släktet Analetia och familjen nattflyn. Inga underarter finns listade i Catalogue of Life.